# Dr. 브레인 (드라마)
《Dr. 브레인》(영어: Dr. Brain)은 애플 TV+에서 2021년 11월부터 12월까지 방영된 대한민국의 드라마이다. 애플 TV+ 한국 서비스 개시와 함께 공개되었다.

## 출연진
- 이선균 - 고세원 역
- 이유영 - 정제이 역
- 박희순 - 이강무 역
- 서지혜 - 최수석 역
- 이재원 - 홍남일 역
- 최희도 - 최대원 역